# سيف الدين مالك (تيري)
سيف الدين مالك بخيت مكي (1 يناير 1994 – ) هو لاعب كرة قدم سوداني ولد في منطقة الحاج يوسف الوحدة الوطنية بمدينة الخرطوم بحري، حيث بدأ ممارسة رياضة كره القدم منذ صغرة في أحياء المنطقة والدوريات الرياضية.
يلعب حالياً لصالح فاركو في الدوري المصري الممتاز.

## السيرة الذاتية
اسمه بالكامل هو سيف الدين مالك ويلقب بتيري، من مواليد 1 يناير 1994

1 يناير عام 1994، بزغ تيري دوليا مع منتخب السودان للمحليين في بطولة افريقيا 2018 بالمغرب، حيث قاد سيف تيري منتخب صقور الجديان لبرونزية البطولة والمركز الثالث بالرغم من انها المشاركة الدولية الأولى له.

## البداية
بدأ سيف تيري لاعب المريخ الجديد مسيرته مع نادى هلال كريمة ولكنه كان يريد الانضمام لاى من قطبى كرة القدم السودانية، فخاض اختبارات الهلال لكن لم يتم اختياره، ثم خاض اختبارات المريخ وتم رفضه، ليخوض بعدها اختبارات الخرطوم الوطنى وزكاه أحد لاعبى الفريق القدامى وانضم لرديف الخرطوم الوطنى ثم للفريق الأول، ولعب تيري مع الخرطوم الوطني ومنتخب السودان للمحليين جعله محط أنظار الكثير من الاندية العربية

## مسيرته
لم يكن سيف تيري محصنًا بعقد مع الخرطوم، لأنه كان يلعب بفئة الشباب، وكان بإمكانه التوقيع لأي فريق دون الرجوع لناديه الأصلي
تمت عملية التعاقد مع اللاعب، ولم تصاحبها أي ضجة، أحرز هدفين حاسمين في بطولة "كان" في غينيا الاستوائية بالدور الأول وزامبيا بدور الثمانية، ليساعد منتخب السودان على مواصلة مشواره في البطولة حتى المربع الذهبي.

## الإنجازات

### المريخ
- الدوري السوداني الممتاز (3): 2018، 2018-19، 2019-20.
- كأس السودان (1): 2018.